# Remington Модель 31
Remington Модель 31 помповий дробовик, який став конкурентом Winchester Модель 1912 на американському ринку спортивної зброї. Рушницю випускали з 1931 по 1949 роки, вона замінила рушниці Джона Педерсена Моделей 10 та 29, а також рушницю Джона Браунінга Модель 17. У 1950 році її замінила дешевша у виробництві Модель 870.

## Історія
Незважаючи на те, що Remington Model 17 мав успіх, була потрібна надійна рушниця 12 калібру з викидом гільз збоку в якості конкурента Winchester. Ч.Ч. Луміс збільшив Модель 17 переніс порт викиду на бік. Модель 31 стала першою помповою рушницею Remington з боковим викидом гільз. Ложа була з горіху з картатою цівкою, яку пізніше замінили на гумову цівку. Модель 31 випускали в трьох калібрах: 121000 одиниць 12 калібру, а також 75000 одиниць 16 та 20 калібру. ФБР замовило одну рушницю Модель 31 для офісу в 1935 році через бійню в Канзас-Сіті. Модель 31L була полегшеною версією з алюмінієвою ствольною коробкою та спусковою скобою.
Під час Другої світової війни Remington виробляли Модель 31 в якості бунтарського дробовика для військового використання. На них було нанесено штамп "U.S. Property" на лівому боці ствольної коробки і мали серійні номери в діапазоні 51000-63000. Окрім одного прототипу, окопні рушниці Моделі 31 не випускалися.
Незважаючи на успіхи використання, продажі все одно поступалися Winchester. Remington повернувся до креслярської дошки та розробив модель 870; ця рушниця не поступалася за довговічністю Моделі 12 за значно нижчої вартості. Незважаючи на приголомшливий успіх Моделі 870, багато шанувальників дробовиків вважають Модель 31 кращою серед помпових дробовиків  "шарикопідшипниковим" затвором.
Пізніше Модель 31 використали в якові базової для створення Mossberg 500 та схожих дробовиків. Mossberg спростили та здешевіли виробництво.  Notable differences are the use of a two-piece bolt with separate locking piece as well as a significantly simplified barrel mounting system.  Further, the bolt locks into a barrel extension rather than directly to the receiver.